# Vašica
Vašica es un pueblo ubicado en la municipalidad de Šid, en el distrito de Sirmia, Serbia.

## Superficie
Posee una superficie de 37,57 kilómetros cuadrados.

## Demografía
Hasta 2011 la población era de 1424 habitantes, con una densidad de población de 37,90 habitantes por kilómetro cuadrado.